# Rich Harvest Farms

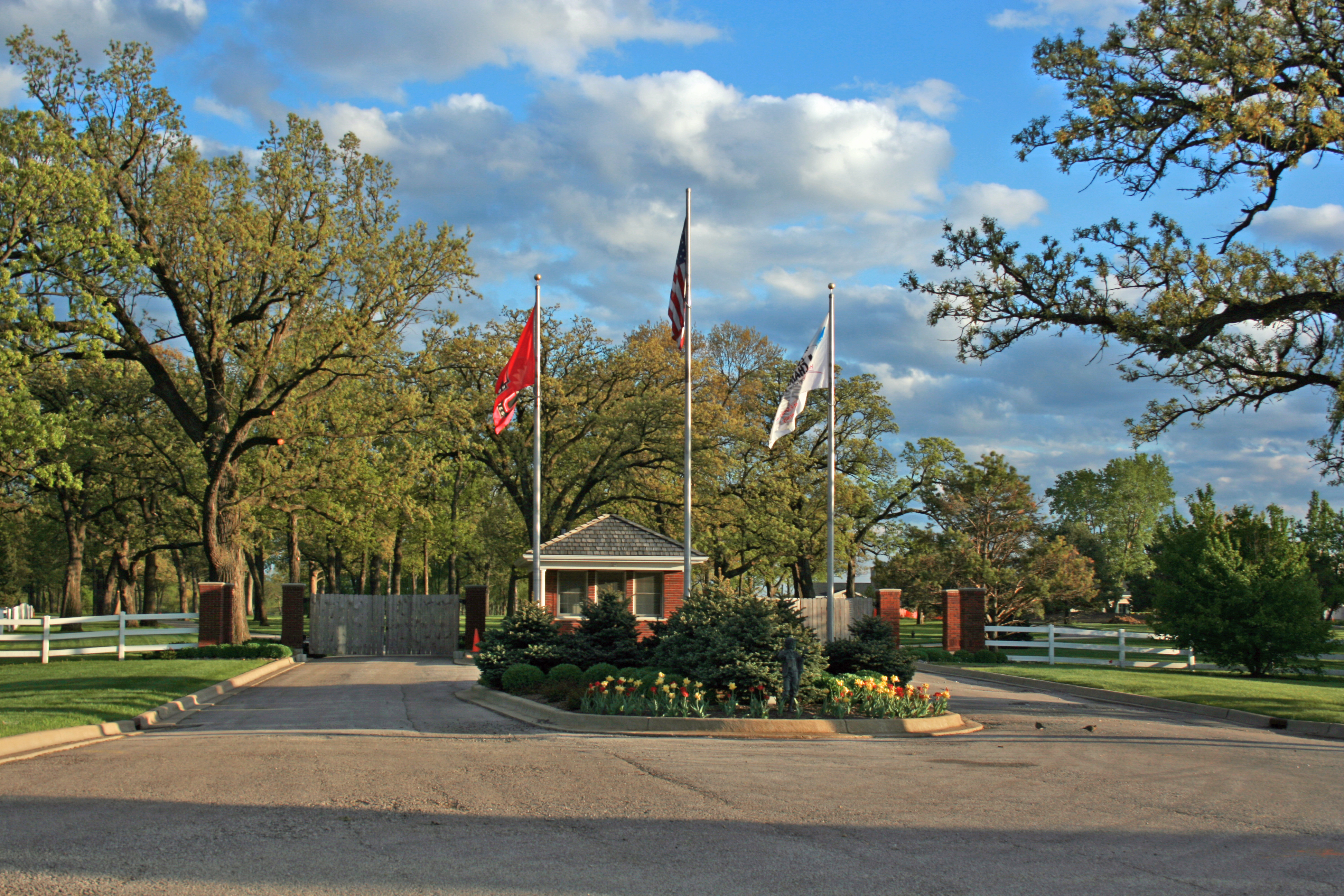
Infarten till Rich Harvest Farms stugby Rich Harvest Lodge, som ligger intill golfbanan, i maj 2008.

Rich Harvest Farms är en privat golfklubb som ligger i Kane County i Illinois i USA, utanför orten Sugar Grove. Golfklubben grundades 1999, efter tolv års utvecklande av en golfbana av den lokala affärsmannen och ägaren Jerry Rich, som sålde sitt telekommunikationsföretag till Reuters 1985.
Golfbanan går under namnet Rich Harvest Links och har 18 hål och är totalt 6 960 meter (7 601 yards). Par är 72.
Golfklubben har stått som värd vid 2009 års Solheim Cup samt 2022 års Liv Golf Invitational Chicago i Liv Golf Invitational Series 2022.